# Wang Yaping
Wang Yaping (Yantai, gennaio 1980) è un'astronauta cinese.
Wang è stata la seconda astronauta a essere selezionata dal CNSA e la seconda donna cinese nello spazio.

## Carriera
Nel settembre 1991, iniziò la scuola media a Yantai, e nel 1994 è entrata alla Yantai Yizhong High School e si è diplomata nel 1997. Fu ammessa all'Accademia di volo di Changchun dell'Aeronautica militare dell'Esercito popolare di liberazione e si arruolò nell'esercito nell'agosto 1997. Wang Yaping è la settima pilota militare di sesso femminile in Cina. Come pilota dell'aeromobile da trasporto dell'aeronautica militare di Wuhan, ha partecipato a molti incarichi importanti come gli esercizi di prontezza al combattimento, il Wenchun Earthquake Relief e i Giochi olimpici di Pechino 2008 per eliminare le nuvole e ridurre la pioggia. Dopo aver accumulato voli sicuri per 1600 ore, è stata nominata pilota dell'aeronautica di classe II. Nel maggio 2010 è diventata ufficialmente il secondo astronauta in Cina. A quel tempo Wang era un capitano dell'Aeronautica militare dell'esercito di liberazione popolare.
Era una candidata per la missione spaziale Shenzhou 9 nel 2012. Tuttavia, Liu Yang è stata selezionata al suo posto per la storica missione della prima donna astronauta cinese. Wang era un membro dell'equipaggio di riserva per SZ-9.
Wang divenne la seconda astronauta cinese come membro dell'equipaggio dell'astronave Shenzhou 10, che orbitò attorno alla Terra nel giugno 2013, e della stazione spaziale orbitante Tiangong-1 a cui attraccò. Era conosciuta come la "Dea II". Fu il primo membro dell'equipaggio annunciato ad aprile, mentre il resto dell'equipaggio fu annunciato a giugno. Wang Yaping è stata una delle due donne nello spazio nel 50º anniversario del Vostok 6, il primo volo spaziale di una donna, Valentina Tereshkova. L'altra donna nello spazio il 16 giugno 2013 era Karen Nyberg, un'astronauta americana a bordo della Stazione Spaziale Internazionale. Mentre era a bordo del Tiangong-1, Wang condusse esperimenti scientifici e impartì una lezione di fisica agli studenti cinesi attraverso una trasmissione televisiva in diretta. Ora detiene il grado di colonnello dell'aeronautica militare che può pilotare quattro modelli di aeromobili.
Wang Yaping è stata eletta per un mandato di cinque anni come deputata al National People's Congress (NPC) nel marzo 2018.

## Vita privata
Secondo il rapporto ufficiale di Shenzhou 10, la data di nascita di Wang Yaping è indicata come gennaio 1980, il che è incompatibile con quello del rapporto del Shenzhou 9: nel rapporto precedente, la sua data di nascita era l'aprile 1978.
Wang è sposata, come sarebbe richiesto - secondo un ex ufficiale - per tutte le donne che fanno parte del programma spaziale cinese a causa delle preoccupazioni che il volo spaziale potrebbe potenzialmente danneggiare la fertilità delle donne. Tuttavia, questo requisito è stato ufficialmente negato dal direttore del China Astronaut Center, affermando che si tratta di una preferenza ma non di una limitazione rigorosa.